# Битва статей (фільм, 1928)
Битва статей (англ. The Battle of the Sexes) — американська кінокомедія режисера Девіда Уорк Гріффіта 1928 року.

## Сюжет
Мері Скіннер готує схему з улюбленим Бебі Вінсором, джазовим мисливським псом, щоб обчистити огрядного магната нерухомості, Вільяма Джадсона. Мері переїжджає в житловий будинок Джадсона та примудряється зустрітися і спокусити його.

## У ролях
- Джин Хершолт — батько
- Філліс Хевер — Мері Скіннер
- Белль Беннетт — мати
- Селлі О’Ніл — дочка
- Дон Альварадо — Бебі Вінсор
- Вільям Бейкуелл — син
- Джон Баттен — друг
- Рольф Седан — перукар Мері
- Гаррі Сімельс — перукар Джадсона